# Oberkönigshofen
Oberkönigshofen ist ein Gemeindeteil des Marktes Bechhofen im Landkreis Ansbach (Mittelfranken, Bayern). Oberkönigshofen liegt in der Gemarkung Königshofen an der Heide.

## Geografie
Unmittelbar nordöstlich des Weilers liegen die Neuweiher, die den Ochsengraben speisen, einen linken Zufluss des Mühlgrabens, der wiederum ein rechter Zufluss der Wieseth ist. Gegen Nordosten fällt das Gelände leicht ab und besteht aus Acker- und Grünland. Die Flurgebiete werden Brändlein und Waltersbühl genannt. Ansonsten ist der Ort von Waldgebieten umgeben, im Westen der Mönchswald, im Südwesten die Bränd und im Südosten das Finsterholz.
Die Staatsstraße 2220 führt nach Königshofen an der Heide (1,5 km nordöstlich) bzw. nach Burk (3 km westlich). Die Kreisstraße AN 50 führt nach Kaltenkreuth (1 km südlich). Eine Gemeindeverbindungsstraße führt nach Meierndorf (1,8 km nordwestlich).

## Geschichte
Oberkönigshofen lag im Fraischbezirk des ansbachischen Oberamtes Wassertrüdingen. Die Dorf- und Gemeindeherrschaft sowie die Grundherrschaft hatte das Verwalteramt Waizendorf. Gegen Ende des 18. Jahrhunderts gab es 5 Anwesen (1 Schafhof, 2 halbe Schafhöfe, 2 Halbhöfe) und ein Gemeindeschäferhaus. Von 1797 bis 1808 unterstand der Ort dem Justiz- und Kammeramt Wassertrüdingen.
Infolge des Gemeindeedikts wurde Oberkönigshofen dem 1809 gebildeten Steuerdistrikt und Ruralgemeinde Unterkönigshofen zugewiesen. Im Zuge der Gebietsreform in Bayern wurde Oberkönigshofen am 1. Juli 1971 nach Bechhofen eingemeindet.

## Einwohnerentwicklung
| Jahr      | 001818 | 001840 | 001861 | 001871 | 001885 | 001900 | 001925 | 001950 | 001961 | 001970 | 001987 | 002001 | 002011 | 002017 | 002023 |
| Einwohner | 39     | 32     | 23     | 20     | 17     | 19     | 20     | 26     | 25     | 29     | 20     | 24     | 26     | 22     | 17     |
| Häuser    | 6      | 3      |        |        | 4      | 4      | 4      | 4      | 4      |        | 5      |        |        |        |        |
| Quelle    | [ 11 ] | [ 12 ] | [ 13 ] | [ 14 ] | [ 15 ] | [ 16 ] | [ 17 ] | [ 18 ] | [ 19 ] | [ 20 ] | [ 21 ] | [ 22 ] |        | [ 23 ] | [ 1 ]  |

## Religion
Der Ort ist seit der Reformation evangelisch-lutherisch geprägt und bis heute nach St. Maria (Königshofen a.d.Heide) gepfarrt. Die Einwohner römisch-katholischer Konfession sind nach Herz Jesu (Bechhofen) gepfarrt.